# Memecylon normandii
Memecylon normandii är en tvåhjärtbladig växtart som beskrevs av Jacq.-fel.. Memecylon normandii ingår i släktet Memecylon och familjen Melastomataceae. Inga underarter finns listade i Catalogue of Life.